# بانوبونغ وونسغا
بانوبونغ وونسغا (بالتايلندية: ภานุพงศ์ วงศ์ษา) (23 نوفمبر 1983 بتشيانغ مي في تايلاند - ) هو لاعب كرة قدم تايلندي في مركزي قلب الدفاع والدفاع. شارك مع منتخب تايلاند تحت 23 سنة لكرة القدم ومنتخب تايلاند لكرة القدم. أما مع النوادي، فقد لعب مع نادي بوريرام يونايتد ونادي موانغتونغ يونايتد وPolice United F.C. ‏ وChiangmai F.C. ‏ وبانكوك يونايتد وSuphanburi F.C. ‏.

## وصلات خارجية
- بانوبونغ وونسغا على موقع قاعدة بيانات كرة القدم.إي يو (الإنجليزية)
- بانوبونغ وونسغا على موقع ناشيونال فوتبول تيمز (الإنجليزية)
- بانوبونغ وونسغا على موقع Soccerway.com (الإنجليزية)
- بانوبونغ وونسغا على موقع عالم كرة القدم.نت (الإنجليزية)